# ベンガル湾多分野技術経済協力イニシアチブ
ベンガル湾多分野技術経済協力イニシアチブ（ベンガルわん たぶんやぎじゅつけいざいきょうりょく イニシアチブ、英語: Bay of Bengal Initiative for Multi-Sectoral Technical and Economic Cooperation; BIMSTEC）は、ベンガル湾周辺の南アジア・東南アジア7か国による国際組織である。1997年に設立され、常設事務局がダッカに置かれている。

## 協力分野
加盟国は以下の14分野での協力を行うこととしている。
- 貿易と投資
- 輸送と通信
- エネルギー
- 観光
- 技術
- 漁業
- 農業
- 公衆衛生
- 貧困緩和
- テロ対策と多国境間犯罪
- 環境および災害管理
- 人々の接触
- 文化
- 気候変動

## 加盟国
設立時（1997年）
- バングラデシュ
- インド
- スリランカ
- タイ

加盟国
- ミャンマー（1997年）
- ネパール（2004年）
- ブータン（2004年）